# Fengtai Shaonian 2
Fengtai Shaonian 2 (chinesisch 丰台少年二号卫星, Pinyin Fēngtái Shàonián Èrhào Wèixīng), auch CAS-5A, Fengtai-OSCAR 118 bzw. FO-118 ist ein chinesischer Amateurfunksatellit. Er ist eine Nachfolgemission von Fengtai Shaonian 1, auch bekannt als „CAS-2T“.

## Qian-Xuesen-Arbeitsgemeinschaft und -Schule
Im Schuljahr 2011/2012 gründete das 12. Städtische Gymnasium von Peking (北京市第十二中学), das sich auf halber Strecke zwischen der Chinesischen Akademie für Flugkörpertechnologie und der Chinesischen Akademie für Trägerraketentechnologie im Stadtbezirk Fengtai befindet, mit Unterstützung der Akademie für Trägerraketentechnologie eine „Qian-Xuesen-Arbeitsgemeinschaft Raumfahrt“ (钱学森航天实验班). Dort kamen Mitglieder der Chinesischen Akademie der Wissenschaften und der Chinesischen Akademie der Ingenieurwissenschaften sowie Ingenieure der Firma als Gastdozenten und vermittelten den Schülern eine Einführung in die Raumfahrt sowie die Ausbildung von Raumfahrern. Neben dem theoretischen gab es auch praktischen Unterricht. So wurde in der Arbeitsgemeinschaft unter der Beteiligung von Schülern aus den nördlich an Fengtai angrenzenden Stadtbezirken Xicheng und Haidian – Letzteres ist das „Akademikerviertel“ Pekings mit zahlreichen wissenschaftlichen Einrichtungen und der Raumfahrtstadt – der Amateurfunksatellit „Fengtaier Jugend 1“, auch bekannt als „Jugendtraum 1“ (少年梦想一号) oder „CAS-2T“ gebaut und am 9. November 2016 mit einer Trägerrakete vom Typ Langer Marsch 11 vom nordwestchinesischen Kosmodrom Jiuquan aus ins All gebracht.
Der Satellit war bedingt erfolgreich: der Transponder reagierte zwar auf Uplink-Signale, die Downlink-Signale waren jedoch nicht zufriedenstellend moduliert.
Dennoch wurde am 23. April 2017 ein Nachfolgeprojekt gestartet.
Drei Tage später, am 26. April 2017, wurde die Rechtsform der Schule geändert und in Anwesenheit von Qian Yonggang (钱永刚, * 1948), dem Sohn des Raumfahrtpioniers Qian Xuesen, ein raumfahrttechnischer Zweig eingerichtet, die Qian-Xuesen-Schule (钱学森学校).
Während sich Schüler an regulären Gymnasien erst mit dem Beginn der dreijährigen Oberstufe zwischen geisteswissenschaftlichem Zweig (文科) und naturwissenschaftlichem Zweig (理科) entscheiden müssen, werden an der Qian-Xuesen-Schule zusätzlich zum staatlichen Lehrplan von der Unterstufe an dem Alter der Schüler angemessen Mathematik, Naturwissenschaften und Raumfahrttechnik unterrichtet. Der Unterricht wird von erfahrenen Lehrern des Gymnasiums erteilt, Mitglieder der Akademie der Wissenschaften, Ingenieure der China Aerospace Science and Technology Corporation sowie Professoren der Universität Peking, der Tsinghua-Universität und der Universität für Luft- und Raumfahrt Peking fungieren jedoch als Berater.
Auch Entwicklung und Bau von Kleinsatelliten steht auf dem Lehrplan.

## Entwicklung von Fengtai Shaonian 2
An dem Projekt „Fengtai Shaonian 2“ konnten auch ausgezeichnete Schüler aus den Stadtbezirken Haidian und Dongcheng teilnehmen; insgesamt bestand die Arbeitsgruppe aus gut 30 Gymnasiasten. Nach einer theoretischen Einführung wurde der Satellit konzipiert, wobei man regelmäßig Experten von der Akademie für Trägerraketentechnologie um Rat fragte. Anschließend wurde Fengtai Shaonian 2, ebenfalls mit Unterstützung von Fachleuten, gebaut und getestet. Am 23. April 2018, genau ein Jahr nach dem Start des Projekts, wurde der fertige Satellit in der Aula der Firma offiziell vorgestellt.

## Aufbau
Fengtai Shaonian 2 hat eine 6U-CubeSat-Struktur mit einer Masse von ca. 7 kg, eine On-Orbit-Hülle von 366 mm × 226 mm × 100 mm (ohne Antennen) mit sechs seitlich am Körper montierten Solarpaneelen und ein dreiachsenstabilisiertes Lageregelungssystem; der langfristige Stromverbrauch beträgt ca. 10 W. Die Funktionen des CAS-5A-Satelliten umfassen UHF-CW-Telemetrie-Bake, GMSK-Telemetrie-Datenübertragung, Lineartransponder im V/U-Modus, FM-Transponder im V/U-Modus, Lineartransponder im H/V-Modus, drei Weltraumkameras im sichtbaren Lichtspektrum. Weiterhin trägt der Satellit den 0,5 kg schweren Picosatelliten CAS-5B.

## Mission
Der Satellit sollte ursprünglich in der zweiten Jahreshälfte 2018 gestartet werden, aber der Start wurde auf den Erstflug der Jielong-3-Trägerrakete verschoben. Der Satellit wurde am 9. Dezember 2022 um 06:35 Uhr UTC als Sekundärnutzlast mit der Rakete von dem umgebauten und zum Start halb getauchten Seeleichter Tairui im Gelben Meer gestartet; der Rettungsschlepper Beihai Jiu 118 hatte die Plattform zuvor vom Ostchinesischen Raumfahrthafen in Haiyang an der Südküste von Shandong zu einer Position bei 123,7° östlicher Länge und 37,3° nördlicher Breite, etwa auf halber Strecke zwischen der östlichen Spitze der Shandong-Halbinsel und der Westküste Nordkoreas gebracht.
Nach ca. 12 Minuten trennte sich der Satellit erfolgreich von der Trägerrakete ab und trat in eine kreisförmige sonnensynchrone Umlaufbahn ein.
Auf Antrag von CAMSAT und des CAS-5A-Teams benannte der OSCAR-Nummer-Koordinator der AMSAT-NA den Satelliten am 15. Dezember 2022 als Fengtai-OSCAR 118 (FO-118).
Der Satellit ist am 6. März 2025 beim Wiedereintritt in die Atmosphäre verglüht.

## Frequenzen
- CW-Bake: 435,570 MHz (Leistung 20 dBm, Morse-Geschwindigkeit 22 wpm)
- GMSK-Telemetrie: 435,65 MHz (Leistung 25 dBm, Datenrate 4800/9600 bps)
- U/V-Lineartransponder: Uplink 145,82 MHz; Downlink 435,54 MHz (Leistung 23 dBm, Bandbreite 30 kHz, invertierend)
- U/V-FM-Transponder: Uplink 145,925 MHz; Downlink 435,6 MHz (Leistung 23 dBm, Bandbreite 16 kHz)
- H/V-Lineartransponder: Uplink 21,435 MHz; Downlink 435,505 MHz (Leistung 23 dBm, Bandbreite 15 kHz)